# Sibbaldia miyabei
Espèce
Sibbaldia miyabei est une espèce de plantes de la famille des Rosacées présente en Extrême-Orient russe et au Japon.